# Jean Rossier
Pour les articles homonymes, voir Rossier.
Jean Pierre Rossier, né à Bruxelles le 18 juin 1944 est un biologiste belge. Il était professeur de biologie à l'ESPCI ParisTech jusqu'en 2012, et il est membre de l'Académie des sciences depuis 2002.

## Biographie
Jean Rossier étudie la médecine à Bruxelles où il obtient son doctorat en 1969, avant d'effectuer un doctorat de biologie au Collège de France sous la direction de Jacques Glowinski. Il poursuit ses travaux de recherche à la Tufts Medical School de Boston et au Roche Institute dans le New Jersey sous la direction de Roger Guillemin. En 1994, Pierre-Gilles de Gennes décide d'introduire la biologie à l'École supérieure de physique et de chimie industrielles de la ville de Paris. Jean Rossier est nommé professeur de l'école et prend la direction du laboratoire de Neurobiologie et Diversité Cellulaire où il développe des techniques de réaction en chaîne par polymérase et étudie des nouvelles classes d'interneurones néocorticaux. Jean Rossier est créateur d'une start-up de biotechnologie développant des puces à ADN, Genescore.
Jean Rossier est membre du conseil scientifique de Gaz de France depuis 2003 et président du Comité scientifique « Nanobiotechnologie pour la Défense » auprès du ministère de la Défense. Il plaide pour un enseignement de l'innovation et la recherche dans les écoles d'ingénieurs.
En mars 2010, Jean Rossier crée la Fondation pour les Sciences du Cerveau sous l'égide de la Fondation de France.
Il est père de trois enfants.

## Travaux

### Peptides opioïdes
Jean Rossier découvre plusieurs peptides opioïdes en collaboration avec le professeur Roger Guillemin et comprend les mécanismes de leur synthèse et de leur rôle endogène.

### Béta-carboline
Jean Rossier travaille sur les bêta-carbolines, des molécules qui facilitent la performance des tâches d’apprentissage et de mémoire. Ces travaux sont à la base du développement par l’industrie pharmaceutique, de molécules promnésiques

### Réaction en chaîne par polymérase
L'équipe de Jean Rossier développe des méthodes associant l'électrophysiologie cellulaire à la biologie moléculaire et à l’étude du transcriptome permettant l'analyse de centaines de gènes simultanément.

### Interneurones néocorticaux
Jean Rossier a découvert des nouvelles classes d'interneurones. Il étudie le rôle des interneurones néocorticaux dans le contrôle de la circulation cérébrale ou du rythme électrique du néocortex.

## Distinctions
Jean Rossier est lauréat des prix Doistau-Blustel (1983) et Lacaze (1990) de l'Académie des sciences, du prix Claude Bernard de la ville de Paris (2006) et membre étranger de l'Académie des sciences depuis 2002. Il est membre étranger de l'Académie royale de médecine de Belgique depuis 2011. Il est lauréat du Mentoring in Science Award 2011 décerné par la revue Nature.